# Obična breza
Obična breza (viseća breza, lat. Betula pendula), bjelogorično je drvo iz porodice Betulaceae.

## Rasprostranjenost
Raste u Europi i Aziji. Česta je u našim mezofilnim šumama te u nasadima i parkovima.

## Izgled
Naraste do 20 m, a u debljinu do 60 cm. Deblo je vitko, a kora bijela i glatka. Na starijim stablima, kora ima tamne pukotine. Izbojci su vitki, dugački, bradavičasto-žljezdasti i vise. Lišće je trokutasto ili rombično, 3-7 cm dugo, dvostruko napiljeno, odozgo bradvičasto. Muške se rese pojavljuju u jesen, a ženske za listanja. Pokrovni su listovi ženskih cvjetova trolapi, kasnije okožnate, a otpadaju s plodne rese s plodovima. Plod je sićušni spljošteni oraščić s 2 postrana krilca, koja su šira od ploda. U 1 kilogramu ima milijun i pola plodova, čija klijavost iznosi 20%.

## Ekološki zahtjevi
Obična breza je pionirska vrsta, koja zajedno s trepetljikom i vrbom ivom, prva zauzima površine u kojima se prirodno širi šuma. Izrazita je vrsta svjetla. Široke je ekološke valencije, podnosi razne temperature i tla. Izbjegava močvarna kisela tla i tla s obiljem kalcija. Prve godine raste polagano, a poslije se rast naglo povećava. Živi do 100 godina, rjeđe 120. Na otvorenim položajima, rađa sa sjemenom od 10. godine, a u šumi oko 30. godine. Plodonosi skoro svake godine. Sjeme s krilcem raznosi vjetar na velike udaljenosti. Ima čupav korijenski sustav, koji se dobro prilagođava uvjetima tla. Vrlo je otporna na mraz. Poluotvoreni pupovi podnose temperaturu do – 4 °C. Na sušu i vrućine osjetljiva je samo u prvim godinama života. Dobro podnosi dim, štetne plinove i tvorničku prašinu pa je pogodna za sadnju u industrijskim i urbanim područjima. Drvo je dekorativno.

## Ljekovitost i jestivost
Obična breza je ljekovita biljka.Koriste se pupovi,listovi,te katran dobiven suhom destilacijom brezove kore.Pupovi i listovi djeluju   diuretično, holeretički, dijaforetički, pročišćavaju krv, djeluju baktericidno, te protuupalno .
Sok   breze dobiven bušenjem debla u proljeće prije listanja može se koristiti za piće,te dobivanje sirupa ili šećera.Sasvim mladi listovi te proljetne rese smatraju se jestivim.Mladi listovi sadrže oko 140 mg% vitamina C,te nešto karotina.

## Vanjske poveznice
https://pfaf.org/user/Plant.aspx?LatinName=Betula+pendula